# 라디오 빙빙 이야기
《라디오 빙빙 이야기》(ラジオびんびん物語)는 일본 후지 TV에서 1987년 8월 3일부터 1987년 9월 21일까지 매주 월요일 밤 9시부터 9시 55분까지 방영한 드라마로 총 8화로 구성되었다.

## 등장 인물
- 타하라 토시히코
- 이케가미 키미코
- 노무라 히로노부
- 코바야시 사토미
- 하기와라 나가레
- 스즈키 호나미
- 야마시타 신지
- 아토 카이
- 미나미노 요코
- 타카하시 히토미
- 츠지사와 쿄코
- 야쿠마루 히로히데
- 모토키 마사히로
- 오구라 히사히로
- 마츠자와 카즈유키
- 이시이 미츠조
- 오오타케 마코토
- 야나 노부오
- 토키토 사부로

## 시리즈
- 교사 빙빙 이야기 (1988년)
- 교사 빙빙 이야기 2 (1989년)